# Polycesta tularensis
Polycesta tularensis är en skalbaggsart som beskrevs av Chamberlin 1938. Polycesta tularensis ingår i släktet Polycesta och familjen praktbaggar. Inga underarter finns listade i Catalogue of Life.